# دهرود (هوراند)
دهرود یکی از روستاهای استان آذربایجان شرقی است. که در دهستان دودانگه شهرستان هوراند واقع شده است.این روستا دارای رود (سئلین چایی) پر آب و بزرگی است که از وسط روستا عبور میکند.مسیر پیاده روی و طبیعت های دیدنی این رود باعث جلب توجه گردشگران و طبیعت گردان می‌باشد. روستای دهرود دارای جنگل وسیع و بزرگ در دامنه قیز قلعسی می باشد قیز قلعه سی بر فراز کوه یک تکه سنگ بزرگ و تراشیده شده ای است که در ایام قدیم از بالای آن برای دیدبانی و ارتباط با دیگر قلعه های منطقه از آن به کار می رفت  این جنگل بکر و جذاب جاذبه های متنوع و دیدنی زیادی همچون( دوه داشی)که ابر فراز کوه به شکل یک شتر نمایان است می باشد در ورودی های این قلعه دیدنی تکه سنگ های بزرگ و حکاکی شده با اشکال متنوع و با قدمتی وجود دارد که قدمت تاریخی این روستا دا نمایان می کند دهرود دارای آبشار بزرگی نیز می‌باشد که طبیعت دیدنی این روستا را دوچندان می کند این روستا دارای سد و همچنین راه روستایی کاملا آسفالت شده و ایمنی است و دارای مردم خون گرم و مهمان نواز می باشد .
میثم علیزاده(sigmaz)

## جمعیت
بر پایه سرشماری عمومی نفوس و مسکن در سال ۱۳۹۵ جمعیت این روستا ۲۴۵ نفر (۸۰خانوار) بوده‌است.